# Monster Philosophy Live '09 tour
Monster Philosophy Live '09 tour er en tour af danske D-A-D fremført i 2009. Alene de 11 indendørs i Danmark koncerter kom der over 37.000 mennesker. Da D-A-D spillede i Frederikshavn medbragte de den største scene der nogensinde har været nord for Limfjorden.

## Scene
Selve scenen var opdelt i to niveauer. Det første stod Jesper Binzer, Jacob Binzer og Stig Pedersen. På anden niveau der var hævet næsten 2 meter var Laust Sonne. Hele bagvæggen var videoskærm. 
De havde to catwalks i hver side af scenen på 20 meter hver.

## Sætliste (Horsens) *Sætlisterne varierede fra koncert til koncert
1. Marchintro
2. True Believer
3. Beautiful Together
4. Empty Heads
5. Makin' Fun Of Money
6. Evil Twin
7. You Won't Change
8. Scare Yourself
9. Lawrence Of Suburbia
10. Mad Days
11. Nightstalker
12. Too Deep For Me
13. Girl Nation
14. Jihad
15. Jackie O'/Ridin' With Sue
16. Bad Craziness
17. Chainsaw
18. Monster Philosophy
19. Everything Glows
20. Sleeping My Day Away
21. Something Good
22. It's After Dark

## Sætliste (Jelling) *Sætlisterne variede fra koncert til koncert
1. Riskin' It All
2. Beautiful Together
3. The Road Below Me
4. Rim Of Hell
5. Everything Glows
6. Money Always Takes The Place Of Life
7. Jihad
8. Too Deep For Me
9. Grow Or Pay
10. Evil Twin
11. Bad Craziness
12. Chainsaw
13. Monster Philosophy
14. Overmuch
15. Sleeping My Day Away
16. Laugh In A Half
17. It's After Dark

## Tour datoer
| Dato          | By            | Sted                            | Land     | Noter                             |
| ------------- | ------------- | ------------------------------- | -------- | --------------------------------- |
| 24. Januar    | Reykjavik     | Nasa                            | Island   | Støttekoncert til Island          |
| 30. Januar    | Horsens       | Forum Horsens                   | Danmark  | Support: Skambankt                |
| 31. Januar    | Randers       | Arena Randers                   | Danmark  | Support: Skambankt                |
| 6. Februar    | Skive         | Kulturcenter Limfjord           | Danmark  | Support: The Blue Van             |
| 7. Februar    | Middelfart    | Lillebæltshallerne              | Danmark  | Support: The Blue Van             |
| 12. Februar   | Esbjerg       | Tobakken                        | Danmark  | Support: The Blue Van             |
| 13. Februar   | Esbjerg       | Tobakken                        | Danmark  | Support: The Blue Van             |
| 14. Februar   | Aalborg       | Aalborg Kongres & Kultur Center | Danmark  | Support: The Blue Van             |
| 20. Februar   | Frederikshavn | Arena Nord                      | Danmark  | Support: The Blue Van             |
| 21. Februar   | Herning       | Messecenter Herning             | Danmark  | Support: The Blue Van             |
| 25. Februar   | Helsinki      | Tavastia                        | Finland  |                                   |
| 26. Februar   | Turku         | Klubi                           | Finland  |                                   |
| 27. Februar   | Tampere       | Klubi                           | Finland  |                                   |
| 28. Februar   | Oulu          | Club Teatria                    | Finland  |                                   |
| 5. Marts      | Aarhus        | NRGi Park & Arena               | Danmark  | Support: Skambankt                |
| 6. Marts      | Odense        | Odense Idrætshal                | Danmark  | Support: Skambankt                |
| 7. Marts      | København     | Forum København                 | Danmark  | Support: Skambankt & The Blue Van |
| 20. Marts     | Oslo          | Rockefeller                     | Norge    |                                   |
| 31. Marts     | Malmø         | KB                              | Sverige  |                                   |
| 1. April      | Göteborg      | Trädgår'n                       | Sverige  |                                   |
| 2. April      | Linköping     | Garden                          | Sverige  |                                   |
| 3. April      | Karlstad      | Nöjesfabrikken                  | Sverige  |                                   |
| 4. April      | Stockholm     | Fryshuset                       | Sverige  |                                   |
| 15. April     | Dortmund      | Westfalenhalle 2                | Tyskland | Opvarmning for Guz G              |
| 16. April     | Köln          | E Werk                          | Tyskland | Opvarmning for Guz G              |
| 17. April     | Düsseldorf    | Stahlwerk                       | Tyskland | Opvarmning for Guz G              |
| 18. April     | Osnabrück     | Halle Gartlage                  | Tyskland | Opvarmning for Guz G              |
| 19. April     | Bremen        | Aladin                          | Tyskland | Opvarmning for Guz G              |
| 21. April     | Kiel          | Halle 400                       | Tyskland | Opvarmning for Guz G              |
| 22. April     | Hamborg       | Grosse Freiheit 36              | Tyskland | Opvarmning for Guz G              |
| 23. April     | Berlin        | Columbiahalle                   | Tyskland | Opvarmning for Guz G              |
| 24. April     | Hannover      | Capitol                         | Tyskland | Opvarmning for Guz G              |
| 25. April     | Göttingen     | Stadthalle                      | Tyskland | Opvarmning for Guz G              |
| 27. April     | Frankfurt     | Ballsporthalle                  | Tyskland | Opvarmning for Guz G              |
| 28. April     | Frankfurt     | Cocoon Club                     | Tyskland | Opvarmning for Guz G              |
| Sommer turné  |               |                                 |          |                                   |
| 29. Maj       | Jelling       | Jelling Musikfestival           | Danmark  |                                   |
| 30. Maj       | Berlin        | Wacken Rocks Berlin             | Tyskland |                                   |
| 31. Maj       | Gelsenkirchen | Rock Hard Das Festival          | Tyskland |                                   |
| 4. Juni       | Skive         | Skive Beach Party               | Danmark  |                                   |
| 7. Juni       | Kivenlahti    | Kivenlahti Rock                 | Finland  |                                   |
| 13. Juni      | Harboøre      | Haze over Haarum                | Danmark  |                                   |
| 26. Juni      | Haderslev     | Kløften Festival                | Danmark  |                                   |
| 27. Juni      | Thisted       | Thy Rock                        | Danmark  |                                   |
| 2. Juli       | Nibe          | Nibe Festival                   | Danmark  |                                   |
| 4. Juli       | Roitschjora   | With Full Force                 | Tyskland |                                   |
| 9. Juli       | Kilafors      | Rockweekend                     | Sverige  |                                   |
| 11. Juli      | Svedala       | Sommarrock                      | Sverige  |                                   |
| 11. Juli      | Vig           | Vig Festival                    | Danmark  |                                   |
| 15. Juli      | Göteborg      | Trädgår'n                       | Sverige  | Opvarmning for Deep Purple        |
| 16. Juli      | Samsø         | Samsø Festival                  | Danmark  |                                   |
| 17. Juli      | Hammershus    | Trade and Aid                   | Danmark  |                                   |
| 30. Juli      | Wacken        | Wacken Open Air                 | Tyskland |                                   |
| 1. august     | Bork Havn     | Bork Havn Musikfestival         | Danmark  |                                   |
| 7. August     | Gilleleje     | Den Runde P-Plads               | Danmark  |                                   |
| 8. August     | Hamborg       | Welt Astra Tag                  | Tyskland |                                   |
| 9. August     | Skanderborg   | Smukfest                        | Danmark  |                                   |
| 15. August    | Odense        | Brandts Klædefabrik             | Danmark  |                                   |
| 22. August    | Silkeborg     | Indelukket                      | Danmark  |                                   |
| 5. September  | Jüchen        | Polo Rockt                      | Tyskland |                                   |
| Europa Turné  |               |                                 |          |                                   |
| 16. September | Köln          | Essigfabrik                     | Tyskland |                                   |
| 17. September | Hannover      | Musikzentrum                    | Tyskland |                                   |
| 18. September | Bochum        | Zeche                           | Tyskland |                                   |
| 19. September | Andernach     | Juz                             | Tyskland |                                   |
| 20. September | Ludwigsburg   | Rockfabrik                      | Tyskland |                                   |
| 21. September | Frankfurt     | Batschkapp                      | Tyskland |                                   |
| 22. September | Aschaffenburg | Colos-Saal                      | Tyskland |                                   |
| 24. September | Karlsruhe     | Substage                        | Tyskland |                                   |
| 25. September | Lingen        | Alter Schlachthof               | Tyskland |                                   |
| 26. September | Flensborg     | Roxy                            | Tyskland |                                   |
| 27. September | Bremen        | Modernes                        | Tyskland |                                   |
| 28. September | Hamborg       | Markthalle                      | Tyskland |                                   |
| 29. September | Berlin        | Postbahnhof                     | Tyskland |                                   |
| 2. Oktober    | København     | Rådhuspladsen                   | Danmark  |                                   |
| 4. November   | Barcelona     | Salamandra                      | Spanien  |                                   |
| 5. November   | Madrid        | Ritmo Y Compas                  | Spanien  |                                   |
| 6. November   | Lissabon      | Campo Pequeno                   | Portugal |                                   |
| 7. November   | Gent          | Handelsbeurs                    | Belgien  |                                   |
| 8. November   | Jüchen        | Red Hot                         | Tyskland |                                   |
| 9. November   | Milano        | Musicdrome                      | Italien  |                                   |
| 10. November  | Bologna       | Sottotetto                      | Italien  |                                   |
| 21. November  | Ballerup      | Ballerup Super Arena            | Danmark  |                                   |